# 콜초너이 에르뇌
콜초너이 에르뇌(프랑스어: Kolczonay Ernő, 1953년 5월 15일~2009년 10월 3일)는 헝가리의 전 펜싱 선수, 지도자로 주 종목은 에페이다. 1980년 하계 올림픽에서 남자 에페 개인전과 1992년 하계 올림픽 남자 에페 단체전 은메달을 획득했으며 세계 선수권 대회에서 금메달 1개, 은메달 1개, 동메달 3개를 획득했다.

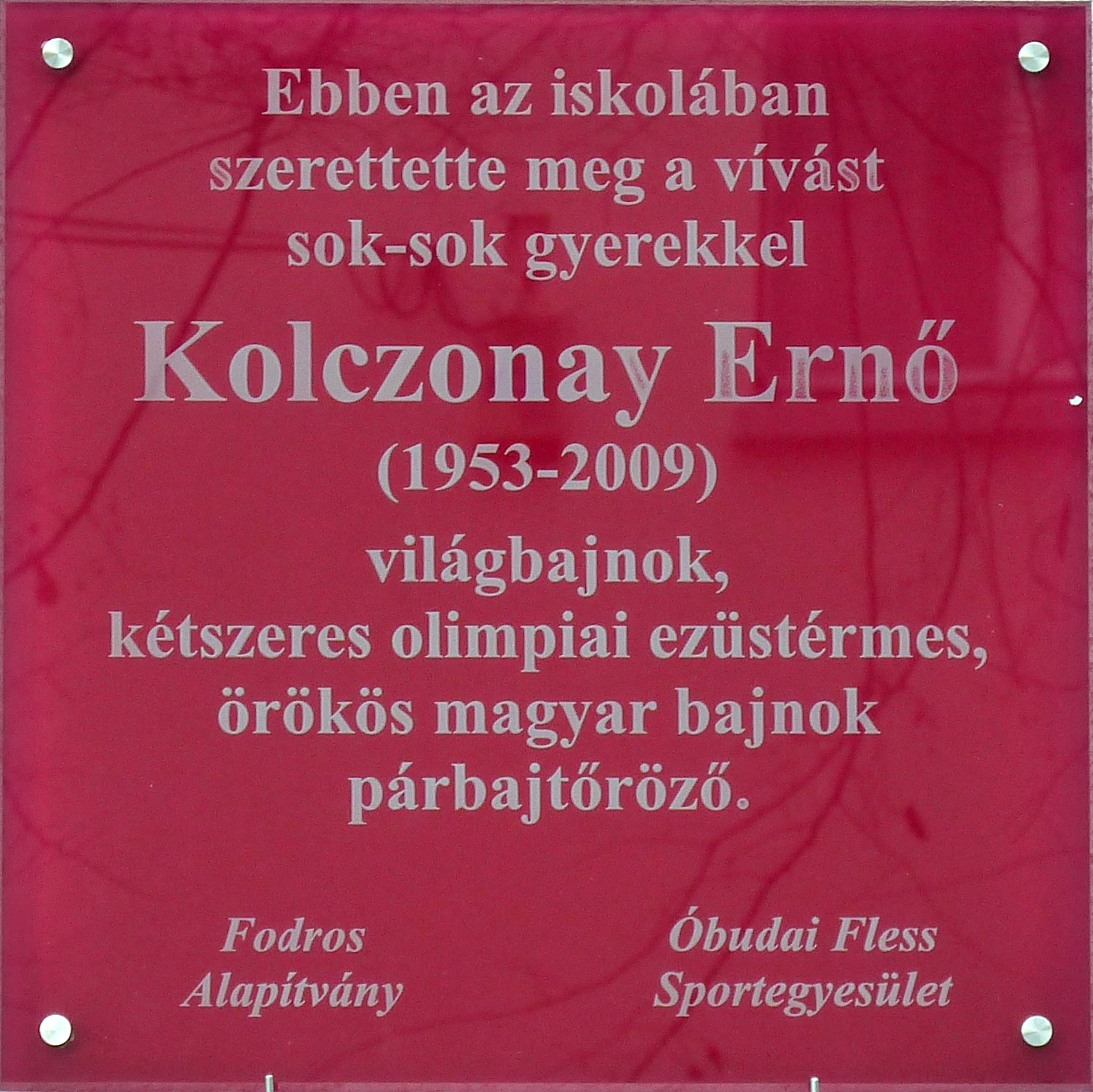
2005년 11월 부다페스트에 있는 콜초너이 기념 현수막